# Palimna persimilis
Palimna persimilis är en skalbaggsart som beskrevs av Stefan von Breuning 1938. Palimna persimilis ingår i släktet Palimna och familjen långhorningar. Inga underarter finns listade i Catalogue of Life.